# Careggine
Careggine település Olaszországban, Toszkána régióban, Lucca megyében. Lakosainak száma 511 fő (2023. január 1.). Careggine Camporgiano, Castelnuovo di Garfagnana, Molazzana, Stazzema és Vagli Sotto községekkel határos.

## Népesség
A település népességének változása:
| Lakosok száma | 549  | 539  | 511  |
|               | 2017 | 2018 | 2023 |